# ケプラー62d
ケプラー62dとは太陽からこと座の方向に1200光年離れているK型主系列星、ケプラー62を公転している5つの太陽系外惑星のうち内側から三番目の惑星である。この惑星は恒星の前を惑星が通過することによるわずかな恒星の光度の変化から惑星の存在を間接的に発見するトランジット法により発見された。軌道が恒星に近いため、スーパー・ビーナスあるいは揮発性物質を含む場合、温度が510Kのホット・ネプチューンであると推定されている。

## 発見
2009年、NASAのケプラー宇宙望遠鏡は恒星面のトランジットを検出する光度計の運用を終了した。最終調査においてはKepler Input Catalog(KIC)に登録された50000もの恒星が観測され、その中にはケプラー62も入っていた。系外惑星の候補がある恒星の観測は2009年5月13日から2012年3月17日まで行われた。ケプラー62系の惑星のトランジットの観測が終了した後、現在のケプラー62dによるトランジットは18日ごとに起こっていることが発覚し、最終的に系外惑星であると結論づけられた。ケプラー69の惑星とともに2013年4月18日にその発見が公表された。

## 物理的特徴

### 質量・半径・温度
ケプラー62dは地球の1.95倍の半径を持つ系外惑星であり、地球よりも大きく、天王星よりも小さいためスーパー・アースに分類される。しかし、半径が1.95 R⊕で温度は510Kに達することからスーパー・ビーナスや岩石質の表面でないミニ・ネプチューンである可能性がある。現在のところ、質量はまだ不明で質量の上限は14 M⊕で真の質量はこれよりも小さいとされている。組成分析によると5.5 M⊕程度であると考えられている。

### 恒星
この惑星はK型主系列星の恒星ケプラー62の周囲を公転しており、この恒星には合計5つの系外惑星が公転している。恒星の質量は0.69 M☉、半径は0.64 R☉であり、スペクトル分類がKであることからも分かる通り太陽よりも小型の恒星である。また、表面温度も太陽よりも低く、4925 Kであり(太陽は5778 K)、年齢は太陽よりも老いており70億歳である(太陽は46億歳)。金属量は小さく、-0.37であり太陽系の42%程度しかない。光度は太陽の21%程度である。視等級は14.0で肉眼では見えない。

### 軌道
ケプラー62dは恒星ケプラー62を18日かけて1周しており、その軌道長半径は0.12 auで水星・太陽間の距離の約3分の1である。恒星から光を受けている量は恒星と惑星の距離が近いため地球が太陽から受ける光度の15倍にもなる。